# Bahnhof Toruń Wschodni

Der Bahnhof Toruń Wschodni (deutsch Thorn Ost) in Thorn wurde als Bahnhof Mocker am 15. August 1909 eröffnet.

## Geschichte
Der Bahnhof wurde als Bahnhof Mocker am 15. August 1909 eröffnet. Nachdem Mocker (polnisch Mokre) nach Thorn eingemeindet worden war, bekam er 1909 den Namen Thorn Mocker (Westpreußen). 1914 fiel der Zusatz (Westpreußen) weg.
Nach der Übernahme des Polnischen Korridors 1920 durch Polen lag Thorn auf nunmehr polnischem Gebiet und der Bahnhofsname wurde zu Mokre, 1922 zu Toruń Mokre. Durch den Überfall auf Polen wurde das Gebiet am 1. September 1939 wieder deutsch, verbunden mit einer erneuten Namensänderung zu Thorn-Mocker. Nach dem Zweiten Weltkrieg lag Thorn erneut in Polen und der Bahnhof wurde wieder als Toruń Mokre bezeichnet. Seit dem 1. Juni 1959 trägt der den Namen Toruń Wschodni (deutsch Thorn Ost).

## Bahnhofsgebäude
Die Bahnhofsanlage besteht aus zwei Hauptgebäuden – im größeren befinden sich unter anderem der Warteraum und die Fahrkartenschalter befinden. Beide wurden im neugotischen Stil erbaut und sind in ihrer ursprünglichen architektonischen Form bis heute erhalten geblieben. Am Treppenaufgang sind Relikte von Gaslaternen zu finden.
Ende 2022 begann die Sanierung des Bahnhofs, bei der die Glasfenster an den Enden der Bahnhofshalle wieder eingesetzt werden sollten und die im April 2025 abgeschlossen wurde. PKP sucht einen Mieter für ein Hostel im Bahnhof, das nach der gründlichen Modernisierung im Mai 2025 in Betrieb genommen werden soll. Die Kosten für den Umbau des Bahnhofs Toruń Wschodni belaufen sich auf 42 Millionen PLN.

## Bahnbetriebswerk Thorn-Mocker
Im ehemaligen Bahnbetriebswerk ist ein Teil der PKP Polskie Linie Kolejowe stationiert. Die Drehscheibe war 2020 betriebsbereit, Wagen standen in der Halle und der Bürotrakt war in Betrieb. Das Gelände war eingezäunt.
Im ehemals eigenständigen Betriebswerk wurden Lokomotiven ausgebessert. Der Dienststelle waren die Lokbahnhöfe Culmsee und Schirps unterstellt.